# NGC 5026
NGC 5026 este o galaxie spirală situată în constelația Centaurul. A fost descoperită în 5 iunie 1834 de către John Herschel. Se află la o distanță de 40,74 de megaparseci de Pământ.